# Mirosław Andzelewicz
Mirosław Andzelewicz (ur. 14 lipca 1909 w Chersoniu, zm. 7 kwietnia 1991 we Wrocławiu) – polski inżynier elektryk, działacz Stowarzyszenia Elektryków Polskich, instruktor harcerski.

## Życiorys
Był synem inżyniera budowy portów. W 1934 uzyskał dyplom inżyniera elektryka w Wyższej Szkole Budowy Maszyn i Elektrotechniki w Poznaniu; na ostatnim roku studiów odbywał staż w Zakładach Cegielskiego. Był wieloletnim pracownikiem kolejnictwa. Pracę rozpoczął od Zarządu Kolei Leśnych w Zagnańsku, od 1937 pracował w dziale trakcji elektrycznej Dyrekcji Okręgowej Kolei Państwowych Warszawa. W latach okupacji związany był z Armią Krajową i Szarymi Szeregami, pracując jednocześnie w podstacji trakcyjnej Brwinów, potem na stacji Warszawa Zachodnia.
W 1945 jako jeden z pionierów polskiego kolejnictwa znalazł się na Dolnym Śląsku. W maju tegoż roku rozpoczął pracę w Oddziale Elektrotechnicznym Polskich Kolei Państwowych w Bierutowie (był zawiadowcą odcinka silnych prądów), potem pracował w DOKP Wrocław jako inspektor nadzoru robót elektryfikacyjnych, kierownik działu sieci i zasilania, starszy kontroler trakcji elektrycznej w zarządzie trakcji. Był jednocześnie zaangażowanym działaczem stowarzyszeniowym; w latach 1963–1969 zasiadał w zarządzie Oddziału Wrocławskiego Stowarzyszenia Elektryków Polskich, przez wiele lat (1963–1987) przewodniczył sekcji trakcji elektrycznej tego oddziału, był wśród założycieli Koła Zakładowego przy DOKP Wrocław. W 1990 otrzymał tytuł Zasłużonego Seniora SEP.
Od dzieciństwa związany z harcerstwem, z ruchem skautowym zetknął się po raz pierwszy w 1916. W 1921 wstąpił do Związku Harcerstwa Polskiego w Chełmie Lubelskim. W czasie studiów działał w harcerstwie poznańskim (1929–1934), w 1933 reprezentował Poznań w IV Jamboree w węgierskim Gödölle. Później prowadził drużynę w Zagańsku i Radomiu, od 1937 był komendantem Hufca Harcerzy Warszawa powiat. W 1937 uzyskał stopień harcmistrza. Po wojnie w latach 1947–1949 był zastępcą komendanta Dolnośląskiej Chorągwi ZHP i kierownikiem referatu obozów i turystyki Komendy Chorągwi. Był także komendantem Hufca Oleśnica (1945–1949). Po rozwiązaniu ZHP przez kilka lat pozostawał poza ruchem harcerskim, powrócił do tej aktywności w 1957, ponownie stając na czele Hufca Oleśnica (do 1960). Od 1961 do końca życia był instruktorem Hufca Wrocław Psie Pole; znany w ruchu harcerskim jako „Papcio”, przygotowywał kronikę hufca. W 1970 uzyskał tytuł harcmistrza Polski Ludowej. Był także miłośnikiem turystyki i malarzem amatorem, swoje prace wystawiał w Warszawie i poza krajem (Budapeszt, Paryż).
Został odznaczony Złotą Odznaką Honorową Stowarzyszenia Elektryków Polskich, Złotą Odznaką Honorową Naczelnej Organizacji Technicznej, Złotym Krzyżem Zasługi (1975), Krzyżem Kawalerskim Orderu Odrodzenia Polski (1985). Posiadał także odznaczenia harcerskie, m.in. Krzyż „Za Zasługi dla ZHP” (1973, 1981 krzyż złoty) i tytuł honorowy „Instruktor Senior ZHP” (1984). Zmarł 7 kwietnia 1991 we Wrocławiu, został pochowany na miejscowym Cmentarzu Grabiszyńskim.